# Crazy (Willie-Nelson-Lied)
Crazy ist eine Honky-Tonk-Ballade von Willie Nelson, die 1961 auf seinem Debütalbum ...And Then I Wrote bei Liberty Records erschien. Im selben Jahr wurde das Stück von Patsy Cline aufgenommen, deren Fassung sowohl in den Billboard-Country-Single-Charts  als auch in den Popcharts die Top Ten erreichte.

## Entstehung
Die Melodie ist sehr komplex und gab Patsy Cline bei ihrer Version die Möglichkeit, ihre Fähigkeiten als Sängerin unter Beweis zu stellen. Als Ehemann und Produzent Charlie Dick ihr das Demotape des damals 28-jährigen Willie Nelson zeigte, wollte sie das Stück zunächst nicht aufnehmen. Sie ließ sich dann aber doch von den Qualitäten des Songs überzeugen.
Nelson hatte das Stück im Frühjahr 1961 mit der Hilfe seines Freundes Oliver English geschrieben. Er hatte zu diesem Zeitpunkt einige erfolgreiche Country-Songs für andere geschrieben und galt als begabter Songwriter, doch er hatte noch keine eigene Hit-Aufnahme produziert. Ursprünglich schrieb er Crazy zusammen mit Funny How Time Slips Away für Billy Walker, der das Stück jedoch mit der Begründung ablehnte, es handle sich dabei um einen „Mädchen-Song“. Der Erfolg von Clines Fassung half Nelson, sich weiter im Country-Songwriter-Business zu etablieren.
Der Songtext handelt von der Liebe einer nahezu amüsanten Art der Hilflosigkeit. Das lyrische Ich sei verrückt (crazy) vom Gefühl der Einsamkeit, der Traurigkeit oder eben dem Verlangen, die angebetete Person zu lieben, die selbst nicht in dieser Art der emotionalen Abhängigkeit steht und sie jederzeit ablehnen könnte. Ferner amüsiert sich das lyrische Ich über seine Hilflosigkeit und fragt sich, warum es sich überhaupt Sorgen macht.

## Erfolg
Crazy wurde zu einem von Clines größten Hits. Obwohl der Song mit den Jahren von dutzenden Künstlern in verschiedenen Genres aufgenommen wurde, bleibt er untrennbar mit ihr verbunden. Ihre Fassung wurde auch 2004 vom Rolling Stone auf Platz 85 in ihre Liste der 500 besten Songs aller Zeiten aufgenommen. Clines Einspielung von Crazy blieb 1961 21 Wochen lang in den Country-Charts und war ein Crossover-Hit, der neben Platz 2 in den Country-Single-Charts auch Rang 9 der Popcharts belegte.